# Лангович, Андрей Владимирович
Андре́й Влади́мирович Лангович (род. 28 мая 2003, Азов, Ростовская область) — российский футболист, защитник.
Воспитанник академии ФК «Ростов». 29 февраля 2020 года дебютировал в молодёжном первенстве в гостевом матче против «Ахмата» (1:1). Сыграл в шести матчах за главную команду на сборе в январе — феврале 2021 года. В апреле 2021 провёл три матча в сезоне ЮФЛ 2020/21. 23 июля 2021 года дебютировал в чемпионате России, выйдя на 80-й минуте домашнего матча против «Динамо» Москва (0:2).
28 мая 2024 года впервые получил вызов в основную сборную России на июньский матч против сборной Беларуси.